# Carl Deilmann (Industrieller, 1894)
Carl Deilmann junior (* 22. April 1894; † 12. Januar 1985) war ein deutscher Industrieller.

## Leben
Deilmann entstammte einer alten westfälischen Bergmannsfamilie. Sein Vater Carl Deilmann (1866–1936) gründete 1888 in Dortmund die Firma Carl Deilmann Bergbau- und Tiefbau, die sich zu einem bedeutenden Spezialanbieter im Bergbaubereich entwickelte.
Carl Deilmann nahm als Kavallerist und Flieger in der Jagdstaffel 2 (Jasta 2) und dem Jagdgeschwader 1 unter Manfred von Richthofen am Ersten Weltkrieg teil und absolvierte danach das Studium des Bergfachs und der Staatswissenschaften zunächst in Tübingen und anschließend in Berlin. In Tübingen war er Mitglied des Corps Rhenania.
Nach bestandenem Assessorexamen (1922) trat Deilmann als Geschäftsführer in das väterliche Unternehmen ein, wo er nach dem Tod des Vaters 1936 die alleinige Verantwortung übernahm. Als anerkannter Fachmann auf dem Gebiet des Gefrierschachtbaus und moderner Ausbaumethoden machte er sich international einen Namen. Unter seiner Leitung wurden zahlreiche Schacht- und Bergwerksanlagen im Ruhrgebiet, in den Niederlanden, im Ural, in Venezuela, auf Sizilien und in Frankreich errichtet. Verdienste hatte Deilmann auch um die Erdölbohrungen im Emsland und um die Auffindung und den Ausbau der dortigen Erdgaslager. 1946 verlegte er die Hauptverwaltung der Bohrbetriebe von Dortmund nach Bentheim, wo bereits eine provisorische Verwaltung der zum Konzern gehörigen Deutag Aschersleben bestand, deren Sitz durch die Kriegsfolgen verloren gegangen war.
Sein Sohn Hans Carl Deilmann (1923–2011) war später Vorstandsmitglied und Gesellschafter der C. Deilmann AG.

## Auszeichnungen
- Großes Verdienstkreuz des Verdienstordens der Bundesrepublik Deutschland (1954)
- Niedersächsische Landesmedaille
- Großes Verdienstkreuz des Niedersächsischen Verdienstordens
- Ehrendoktor der Technischen Hochschule Berlin (1955)
- Ehrenmitglied des Corps Rhenania Tübingen (1984)[2]